# Kiryat Haim
Kiryat Haim (en hebreo: קריית חיים‎) es una de las cinco Krayot suburbanas localizadas al norte de Haifa, Israel. En 2003 Kiryat Haim tenía una población de 40.000 habitantes. Esta localidad está dentro de la Municipalidad de Haifa, a orillas del mar Mediterráneo.

## Historia

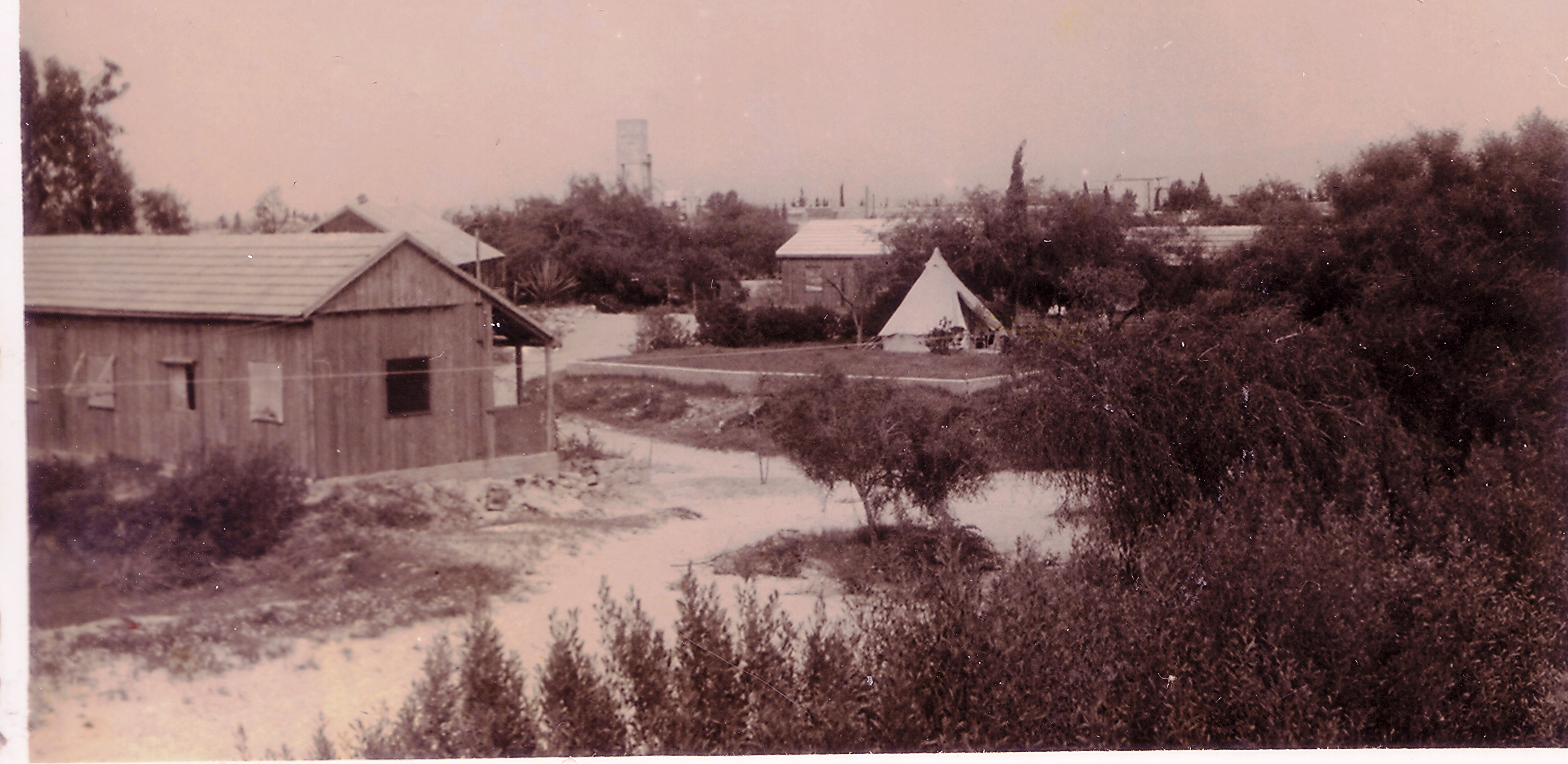
Kibutz Mishmar Zevulón en Kiryat Haim, 1942

Kiryat Haim fue fundada en 1933 y recibió el nombre en homenaje a Haim Arlosoroff que fue asesinado ese mismo año. El kibutz Kfar Masaryk, creado en Petaj Tikva en 1932 y conocido como "Checo-Lita", se trasladó a Bat Galim en 1933 y luego a las dunas de arena de Kiryat Haim, al oeste del paso del ferrocarril. El kibutz fue creado para la producción de vegetales y tambos. En esta nueva localización, su comisión aprobó un nuevo nombre - Mishmar Zevulun (Guardián del Valle de Zevulón).

## Desarrollo urbano
Como parte de su plan de desarrollo costero, la Corporación Económica de Haifa construyó el Kiryat Haim Promenade, llamado así por el ministro israelí del medio ambiente Yehudit Naot.

## Demografía
Kiryat Haim absorbió un gran número de inmigrantes de la ex Unión Soviética que llegaron en la década de 1990.

## Deportes
El más destacable equipo deportivo de la historia de Kiryat Haim fue su equipo de levantamiento de pesas, que representó a Israel en los Juegos Olímpicos de Múnich en 1972. Ze'ev Friedman, miembro del equipo, fue asesinado por terroristas árabes en la Masacre de Múnich.
El Estadio Thomas D'Alesandro es un estadio de usos múltiples en Kiryat Haim, utilizado principalmente para encuentros de fútbol. Fue la sede de los clubes Hapoel Haifa y Maccabi Haifa, hasta el que el Estadio Kiryat Eliezer fue construido. Fue nombrado en homenaje del alcalde de Baltimore, Thomas D'Alesandro.

## Transportes
La ciudad contiene la Estación de ferrocarril Kiryat Haim.

## Residentes notables
- Yehuda Poliker